# Utvik
Utvik is een plaats bij de gemeente Stryn in de provincie Vestland in Noorwegen.
Het ligt aan het Nordfjord. Omliggende plaatsen zijn Innvik en Byrkjelo.
|  |